# Louise Glück
Louise Elisabeth Glück (Nueva York, 22 de abril de 1943-Cambridge, 13 de octubre de 2023) fue una poetisa estadounidense en lengua inglesa. Fue la duodécima poeta laureada (2003-2004) por la Biblioteca del Congreso de los Estados Unidos. El 8 de octubre del 2020 se anunció que ganó el Premio Nobel de Literatura.

## Biografía
Glück nació en el seno de una familia judía en la ciudad de Nueva York y creció en Long Island.
Se graduó en 1961 por la George W. Hewlett High School en la ciudad de Hewlett, Nueva York. Posteriormente, asistió al Sarah Lawrence College en Yonkers (Estado de Nueva York), y a la Universidad de Columbia.
Desarrolló actividades de docencia en el departamento de lengua inglesa del Williams College en Williamstown, Massachusetts, impartió clases en la Universidad de Yale y fue profesora invitada en diversas instituciones académicas, como por ejemplo en la Universidad Industrial de Santander en Bucaramanga.
Murió de cáncer en su casa de Cambridge, Massachusetts, el 13 de octubre de 2023, a los 80 años de edad.

## Obra poética, premios y becas
Louise Glück es autora de once libros de poesía, entre los que se incluye Averno, The seven ages, Vita Nova, por el que fue galardonada con el Premio de Poesía de The New Yorker, Meadowlands, The Wild Iris (El iris salvaje), que recibió el Premio Pulitzer de Poesía y el Premio William Carlos Williams de la Poetry Society of America, Ararat que recibió el Premio Nacional de poesía Rebekah Johnson Bobbit; y The triumph of Achiles que recibió, entre otros, el National Book Critics Circle Award. The First Four Books es una compilación de su poesía temprana.
También ha publicado una colección de ensayos, Proofs and Theories: Essays on Poetry (1994), que recibió del PEN Club Internacional el premio Martha Albrand de literatura de no ficción. La editorial Sarabande Books publicó en formato de bolsillo un nuevo poemario constituido por seis partes, titulado October. En 2001, la Universidad de Yale concedió a Louise Glück su premio de poesía Bollingen Prize, que concede de forma bienal a un poeta destacado por su obra. Entre otros galardones y honores se incluyen el Lannan Literary Award, el Sara Teasdale Memorial Prize, la Medalla al mérito del MIT, el Premio Wallace-Stevens y diferentes ayudas y becas a la creación de instituciones como la Guggenheim y la Rockefeller.
En 2020 se convirtió en la decimosexta mujer en recibir el premio Nobel de Literatura. «Por su característica voz poética, que con su austera belleza hace universal la existencia individual».

## Premios y reconocimientos
- 1993 Premio Pulitzer de Poesía por su poemario The Wild Iris (El iris salvaje).[9]
- 2003-2004 Poeta laureada Consultora en Poesía de la Biblioteca del Congreso de Estados Unidos, durante un mandato.[11]
- 2015 Medalla Nacional de Humanidades.[12]
- 2020 Premio Tomas Tranströmer (2020).[12]
- 2020 Premio Nobel de Literatura.

### Obra en inglés

#### Poesía
- Firstborn (New American Library, 1968)
- The House on Marshland (Ecco Press, 1975)
- The Garden (Antaeus, 1976)
- Descending Figure (Ecco Press, 1980)
- The Triumph of Achilles (Ecco Press, 1985)
- Ararat (Ecco Press, 1990)
- The Wild Iris (Ecco Press, 1992)
- The First Four Books of Poems (Ecco Press, 1995)
- Meadowlands (Ecco Press, 1997)
- Vita Nova (Ecco Press, 1999)
- The Seven Ages (Ecco Press, 2001)
- Averno (Farrar, Straus and Giroux, 2006)
- A Village Life (Farrar, Straus and Giroux, 2009)
- Poems 1962-2012 (Farrar, Straus and Giroux, 2012)
- Faithful and Virtuous Night (Farrar, Straus and Giroux, 2014)
- Winter Recipes from the Collective (Farrar, Straus and Giroux, 2021)

#### Ensayo
- Proofs and Theories: Essays on Poetry (Ecco Press, 1994)
- American Originality: Essays on Poetry (Farrar, Straus and Giroux, 2017)

### Obra traducida al español
- The Wild Iris
  - El iris salvaje. Editorial Pre-Textos. 2006.
  - El iris silvestre. Visor. 2021.
- Ararat
  - Ararat. Editorial Pre-Textos. 2008.
  - Ararat. Visor. 2021.
- Poesía selecta. Traductor: Beverly Pérez Rego. Caracas: Universidad Metropolitana, Colección Luna Nueva, 2008. ISBN 978-980-247-146-1
- Las siete edades. Editorial Pre-Textos. 2011.
- Averno. Editorial Pre-Textos. 2011.
- Vita Nova. Pre-Textos. 2014
- Praderas. Editorial Pre-Textos. 2017.
- Una vida de pueblo. Editorial Pre-Textos. 2020.
- Primogénita. La casa en el marjal. Visor. 2021.
- Figura descendente. El triunfo de Aquiles. Visor. 2021.
- Noche fiel y virtuosa. Visor. 2021.
- Recetas invernales de la comunidad. Visor. 2021.